# Armand Lopes
 (juillet 2013).
Si vous disposez d'ouvrages ou d'articles de référence ou si vous connaissez des sites web de qualité traitant du thème abordé ici, merci de compléter l'article en donnant les références utiles à sa vérifiabilité et en les liant à la section « Notes et références ».
Armand Lopes, né le 25 mars 1943 dans la paroisse de Urqueira - Ourém (district de Santarém) est un entrepreneur et dirigeant de football, connu notamment pour avoir été président du club de l'US Lusitanos Saint-Maur pendant plus de 30 ans puis de l'US Créteil depuis 2002.

## Biographie
Il est l'aîné d'une famille de trois enfants.
En 1961, afin d'éviter de rejoindre le front pour la Guerre d'indépendance de l'Angola, il part pour la France, sur les conseils de son grand-père (combattant lors de la Première Guerre mondiale). C'est le 3 novembre 1961 qu'il arrive en gare d'Austerlitz.
Il débute dans les travaux publics puis dans une boutique de meubles, où il devient livreur et découvre toute la France.
En 1966, le club de football de l'Uniao Desportiva os Lusitanos est créée par des ouvriers du meuble de Saint-Maur et présidée par José Lèbre. Lopes en devient le président en 1971. En 1972, il intègre une société spécialisée dans le sable et crée sa propre entreprise la même année. Les Lusitanos sont régulièrement promus et arrivent en PH en 1981. Après huit ans au même niveau, l'équipe reprend sa marche en avant et monte 5 fois en huit ans. Le club communautaire portugais débarque en National en 1996, y reste deux saisons avant de redescendre en CFA puis de remonter pour une seule saison, en 2001-2002.
En 2002, il rejoint la présidence de l'USC, alors en D2, dont il est toujours président aujourd'hui. Il est également socio du club portugais de Benfica.
Il est par ailleurs l’ancien président de la Société Francilienne de Béton (sponsor principal de son club depuis 2003) ainsi que de la radio Radio Alfa.